# گرگ خزر
گرگ خزر (نام علمی: Canis lupus campestris) که به عنوان گرگ استپ نیز شناخته می‌شود، یک زیرگونه گرگ و بومی پیرامون دریای خزر، استپهای مناطق قفقاز، بخش پایین منطقه ولگا، قزاقستان جنوبی تا میانه‌های رود امبا و مناطق استپی بخش پایین اروپایی کشورهای پساشوروی است. این گرگ ممکن است در شمال افغانستان و ایران و احتمالاً مناطق استپی دوردست رومانی، مجارستان و دیگر نواحی اروپای شرقی نیز یافت شود. مطالعات نشان داده‌اند که این گرگ میزبان هاری است. به دلیل نزدیکی زیاد آن به انسان‌ها و حیوانات خانگی، نیاز به یک واکسن معتبر بسیار بالا است.
Rueness et al. (2014) نشان دادند که گرگ‌ها در رشته‌کوه قفقاز، متعلق به زیرگونه فرضی قفقازی C. l. cubanensis, از نظر ژنتیکی به اندازه کافی متمایز نیستند که به عنوان یک زیرگونه در نظر گرفته شوند، اما ممکن است نماینده یک بوم‌ریخت‌شناسی محلی (جمعیت) از C. l. lupus باشند. در قزاقستان، روستاییان گاهی گرگ‌ها را تغذیه می‌کنند و از آنها به عنوان «سگ‌های نگهبان» استفاده می‌کنند.

## ظاهر
این گرگ دارای اندازه متوسطی بوده و وزن آن ۳۵–۴۰ کیلوگرم (۷۷–۸۸ پوند) است، بنابراین کمی کوچک‌تر از گرگ اوراسیا می‌باشد و خز آن کمتر، زبرتر و کوتاه‌تر است. پهلوهای آن خاکستری روشن است و پشت آن خاکستری زنگ‌زده یا قهوه‌ای مایل به تیره با مخلوطی قوی از موهای سیاه است. موهای محافظ در جدوگاه معمولاً از ۷۰–۷۵ میلی‌متر بیشتر نمی‌شود. خز گرگ‌های استپی در آسیای میانه و قزاقستان تمایل به داشتن رنگ‌های مایل به قرمز بیشتری دارد. دم آن فاقد خز کافی است. جمجمه آن ۲۲۴–۲۷۲ میلی‌متر طول و ۱۲۸–۱۵۲ میلی‌متر عرض دارد.
گرگ‌های خزر گاهی کشتار اضافه فک خزری را انجام می‌دهند.